# Европско првенство у кошарци 1969.
Европско првенство у кошарци 1969. је шеснаесто регионално кошаркашко такмичење организован под покровитељством ФИБЕ. Такмичење одржано у Италији од 27. септембра до 5. октобра. Градови домаћини били су Казерта и Напуљ. Учествовале су репрезентације Бугарске, Чехословачке, Грчке, Мађарске, Израела, Италије, Пољске, Румуније, Совјетског Савеза, Шпаније, Шведске и репрезентација Југославије.

## Турнир

### Прелиминарна рунда
Тимови су биле подељени у 2 групе по 6 екипа. Свака екипа одиграла је по једну утакмицу са преосталим екипама из своје групе. За победу добијало се 2 поена, а за пораз 1 поен. Збир поена коришћен је за рангирање унутар група.

#### Група А
1. коло одиграно 27. септембра:
|  | Југославија | 98 - 62 | Грчка   |  |
|  | Мађарска    | 63 - 95 | СССР    |  |
|  | Бугарска    | 87 - 70 | Шведска |  |

2. коло одиграно 28. септембра:
|  | Бугарска | 66 - 65  | Мађарска    |  |
|  | Шведска  | 43 - 115 | Југославија |  |
|  | Грчка    | 63 - 83  | СССР        |  |

3. коло одиграно 29. септембра:
|  | Совјетски Савез | 91 - 47 | Шведска    |  |
|  | Грчка           | 58 - 59 | Мађарска * |  |
|  | Југославија     | 76 - 60 | Бугарска   |  |

4. коло одиграно 1. октобра:
|  | Мађарска        | 56 - 85 | Југославија |  |
|  | Совјетски Савез | 85 - 62 | Бугарска    |  |
|  | Грчка           | 88 - 76 | Шведска     |  |

5. коло одиграно 2. октобра:
|  | Бугарска        | 84 - 67 | Грчка       |  |
|  | Совјетски Савез | 61 - 73 | Југославија |  |
|  | Шведска         | 76 - 92 | Мађарска    |  |

* Након продужетка.
Табела групе А:
| Тим            | И | П | Г | КД  | КП  | Разлика | Бодови |
| -------------- | - | - | - | --- | --- | ------- | ------ |
| 1. Југославија | 5 | 5 | 0 | 447 | 282 | +165    | 10     |
| 2. СССР        | 5 | 4 | 1 | 415 | 308 | +107    | 9      |
| 3. Бугарска    | 5 | 3 | 2 | 359 | 363 | -4      | 8      |
| 4. Мађарска    | 5 | 2 | 3 | 335 | 380 | -45     | 7      |
| 7. Грчка       | 5 | 1 | 4 | 338 | 400 | -62     | 6      |
| 8. Шведска     | 5 | 0 | 5 | 312 | 473 | -161    | 5      |

#### Група Б
1. коло одиграно 27. септембра:
|  | Италија      | 65 - 53 | Шпанија  |  |
|  | Израел       | 78 - 92 | Пољска   |  |
|  | Чехословачка | 72 - 70 | Румунија |  |

2. коло одиграно 28. септембра:
|  | Чехословачка | 90 - 82 | Израел  |  |
|  | Румунија     | 62 - 74 | Италија |  |
|  | Пољска       | 79 - 78 | Шпанија |  |

3. коло одиграно 29. септембра:
|  | Румунија | 75 - 74 | Израел       |  |
|  | Италија  | 54 - 55 | Пољска       |  |
|  | Шпанија  | 60 - 97 | Чехословачка |  |

4. коло одиграно 1. октобра:
|  | Румунија | 63 - 78 | Шпанија      |  |
|  | Израел   | 66 - 79 | Италија      |  |
|  | Пољска   | 60 - 75 | Чехословачка |  |

5. коло одиграно 2. октобра:
|  | Пољска  | 63 - 95 | Румунија     |  |
|  | Италија | 62 - 63 | Чехословачка |  |
|  | Шпанија | 90 - 81 | Израел       |  |

Табела групе Б:
| Тим             | И | П | Г | КД  | КП  | Разлика | Бодови |
| --------------- | - | - | - | --- | --- | ------- | ------ |
| 1. Чехословачка | 5 | 5 | 0 | 397 | 334 | +63     | 10     |
| 2. Пољска       | 5 | 3 | 2 | 349 | 380 | -31     | 8      |
| 3. Италија      | 5 | 3 | 2 | 334 | 299 | +35     | 8      |
| 4. Шпанија      | 5 | 2 | 3 | 359 | 385 | -26     | 7      |
| 7. Румунија     | 5 | 2 | 3 | 365 | 361 | +4      | 7      |
| 8. Израел       | 5 | 0 | 5 | 381 | 426 | -45     | 5      |

### Утакмице за пласман

#### Утакмице за пласман од 9. до 12. места
Учествовали су тимови који су заузели 5. и 6. место у групама прелиминарне рунде. Играли су петопласирани тимови против шестопласираних тимова из супротне групе. Победници су играли утакмицу за 9. место, а поражени утакмицу за 11. место.
Утакмице за пласман од 9. до 12. места одигране 4. октобра:
|  | Грчка   | 95 - 62 | Израел   |  |
|  | Шведска | 84 - 95 | Румунија |  |

Утакмица за 11. место одиграна 5. октобра:
|  | Шведска | 83 - 92 | Израел |  |

Утакмица за 9. место одиграна 5. октобра:
|  | Грчка | 81 - 87 | Румунија |  |

#### Утакмице за пласман од 5. до 8. места
Учествовали су тимови који су заузели 3. и 4. место у групама прелиминарне рунде. Играли су трећепласирани тимови против четвртопласираних тимова из супротне групе. Победници су играли утакмицу за 5. место, а поражени утакмицу за 7. место.
Утакмице за пласман од 5. до 8. места одигране 4. октобра:
|  | Мађарска | 60 - 78 | Италија |  |
|  | Бугарска | 75 - 78 | Шпанија |  |

Утакмица за 7. место одиграна 5. октобра:
|  | Бугарска | 92 - 48 | Мађарска |  |

Утакмица за 5. место одиграна 5. октобра:
|  | Шпанија | 71 - 66 | Италија |  |

### Полуфиналне утакмице
Учествовали су тимови који су заузели 1. и 2. место у групама прелиминарне рунде. Играли су првопласирани тимови против другопласираних тимова из супротне групе. Победници су играли утакмицу за 1. место, а поражени утакмицу за 3. место.
Полуфиналне утакмице одигране 4. октобра:
|  | Југославија     | 76 - 74 | Пољска       |  |
|  | Совјетски Савез | 83 - 69 | Чехословачка |  |

### Утакмица за треће место
Састали су се поражени тимови из полуфиналних сусрета.
Утакмица за 3. место одиграна 5. октобра:
|  | Чехословачка | 77 - 75 | Пољска |  |

### Финална утакмица
Састали су се победници полуфиналних утакмица.
Финална утакмица одиграна 5. октобра:
|  | Совјетски Савез | 81 - 72 | Југославија |  |

| Првак Европе 1969.            |
| ----------------------------- |
| Совјетски Савез Десета титула |

## Коначан пласман
| Место | Репрезентација  |
| ----- | --------------- |
| 1     | Совјетски Савез |
| 2     | Југославија     |
| 3     | Чехословачка    |
| 4     | Пољска          |
| 5     | Шпанија         |
| 6     | Италија         |
| 7     | Бугарска        |
| 8     | Мађарска        |
| 9     | Румунија        |
| 10    | Грчка           |
| 11    | Израел          |
| 12    | Шведска         |